# Pitkänjärvi
Pitkänjärvi är en sjö i kommunen Idensalmi i landskapet Norra Savolax i Finland. Sjön ligger 136,3 meter över havet. Den är 5,76 meter djup. Arean är 61 hektar och strandlinjen är 5,94 kilometer lång. Sjön  ingår i Vuoksens huvudavrinningsområde.   Den ligger omkring 64 kilometer nordväst om Kuopio och omkring 370 kilometer norr om Helsingfors. 